# كتوبيا
كتوبيا هي دار نشر مصرية تأسست عام 2016 تأسست بمبادرة من بعض أفراد فريق بصمة للبحث التاريخي، أصدرت الدار العديد من المنشورات والكتب وشاركت في العديد من معارض الكتاب في القاهرة وبرلين وأبو ظبي الكويت والشارقة وغيرها.
دار كتوبيا أيضاً لها عضوية في اتحاد الناشرين المصريين واتحاد الناشرين العرب، وصنفت العديد من منشوراتها ضمن الإصدارات الأكثر مبيعاً في معرض القاهرة الدولي للكتاب، وحصلت على جائزة أفضل عمل مترجم عام 2019.

## تاريخها
دار كتوبيا هي دار مصرية مقرها مدينة الإسكندرية، تأسست عام 2016 على يد مجموعة من الشباب المهتمين بالثقافة كامتداد لنشاطهم المعرفي على شبكات التواصل الإجتماعي. وقد أصدرت الدار أول أعمالها في نوفمبر 2016 وهو كتاب «التاريخ كما كان» والذي يشتمل على مجموعة من المقالات والدراسات التاريخية لفريق بصمة.

## مجالات الدار
تتنوع إصدارات الدار وتغطي موضوعات مختلفة على رأسها التاريخ، وقد أصدرت الدار أعمال متنوعة في مجالات مختلفة منها:
| - الدراسات النقدية - الكتب الدينية - الشعر - أدب الرحلات - المجموعات القصصية | - الروايات (تاريخية - إجتماعية - بوليسية - فلسفية - رعب نفسي). - كتب الأطفال - المقالات والخواطر - التسويق |

## إصدارات الدار
من أهم إصدارات الدار كتابا التاريخ كما كان بجزئيه، وروايات الكاتب الروائي إبراهيم أحمد عيسى الحائز على جائزة كتارا للرواية العربية عام 2018، إلى جانب رواية النهاية وكتاب المدفع لممدوح نصر الله ورباعية الكاتب مصطفى زهران مع مجموعة من الترجمات لأفضل الروايات العالمية الإنجليزية والألمانية والروسية والفرنسية.

## العضويات
كتوبيا عضو في اتحاد الناشرين المصريين واتحاد الناشرين العرب.

## مشاركات الدار

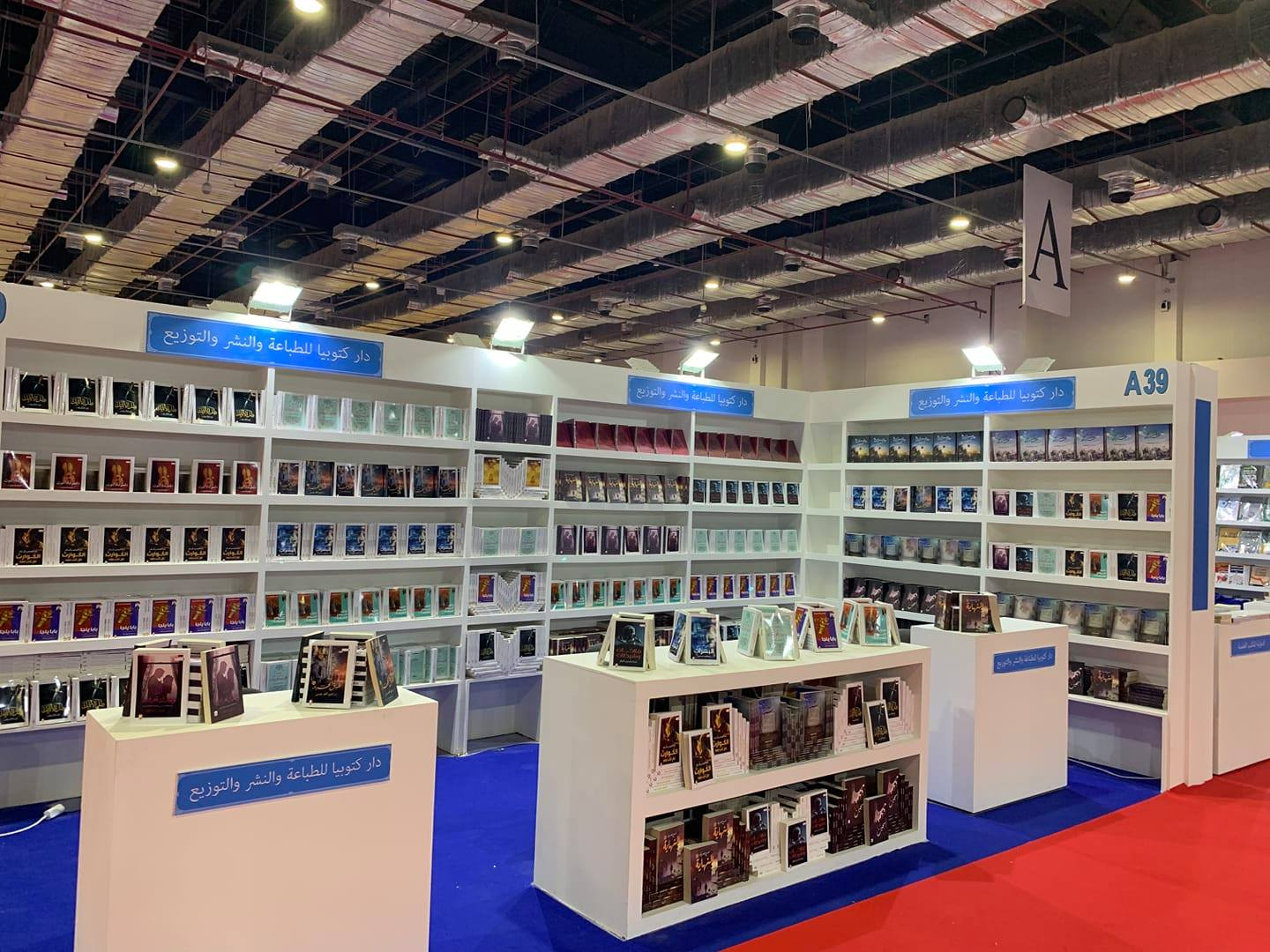
جناح دار كتوبيا في معرض القاهرة الدولي للكتاب

شاركت الدار في عدد من معارض الكتاب الدولية والمحلية والخاصة على رأسها معرض القاهرة للكتاب أعوام 2018 ، 2019، 2020، ومعرض الدار البيضاء 2019 و2020، ومعرض تونس الدولي للكتاب 2019 ، ومعرض مسقط 2020 ومعرض برلين للكتاب العربي 2020، بالإضافة للمشاركة في عدد آخر من المعارض عن طريق وكلائها منها معرض الرياض الدولي للكتاب 2017، 2018 و2019، معرض الكويت 2018، 2019 ، معرض الشارقة 2017، 2018، 2019 ، معرض الجزائر 2019، معرض جده 2019، معرض أبوظبي2018، 2019.
أما عن المعارض المحلية فقد شاركت الدار في مجموعة من المعارض على رأسها معرض الإسكندرية 2018 ، 2019 ومعرض دمنهور وبني سويف وكفر الشيخ ودمياط.
كما قامت الدار بتنظيم معرض متخصص في جامعة هليوبوليس عام 2020.

## فروعها
قامت الدار بتأسيس فرع لها في المغرب، كما يتواجد لها موزعون ووكلاء في عدة دول عربية وأوربية ومنها:
- السودان: ابن النيل
- الإمارات العربية: إشراقة
- الأردن: الأهلية
- تركيا: ISAR
- السويد: صفحات ناشرون وموزعون

كما تتواجد إصدارات الدار في كبرى مكتبات القاهرة والإسكندرية ومحافظات مصر مثل عصير الكتب، ديوان، مدبولي، القيروان، آفاق، أقلام عربية، سنابل، بيت الكتب.
كذلك تتواجد في مجموعة من المكتبات في الدول العربية والأوربية مثل مكتبة جرير(الخليج العربي)، مكتبة كتابي (تونس)، مكتبة ناي (ألمانيا) مكتبة آدم (سلطنة عمان) مكتبة نور الهدى (المغرب).

## جائزة كتوبيا للنشر

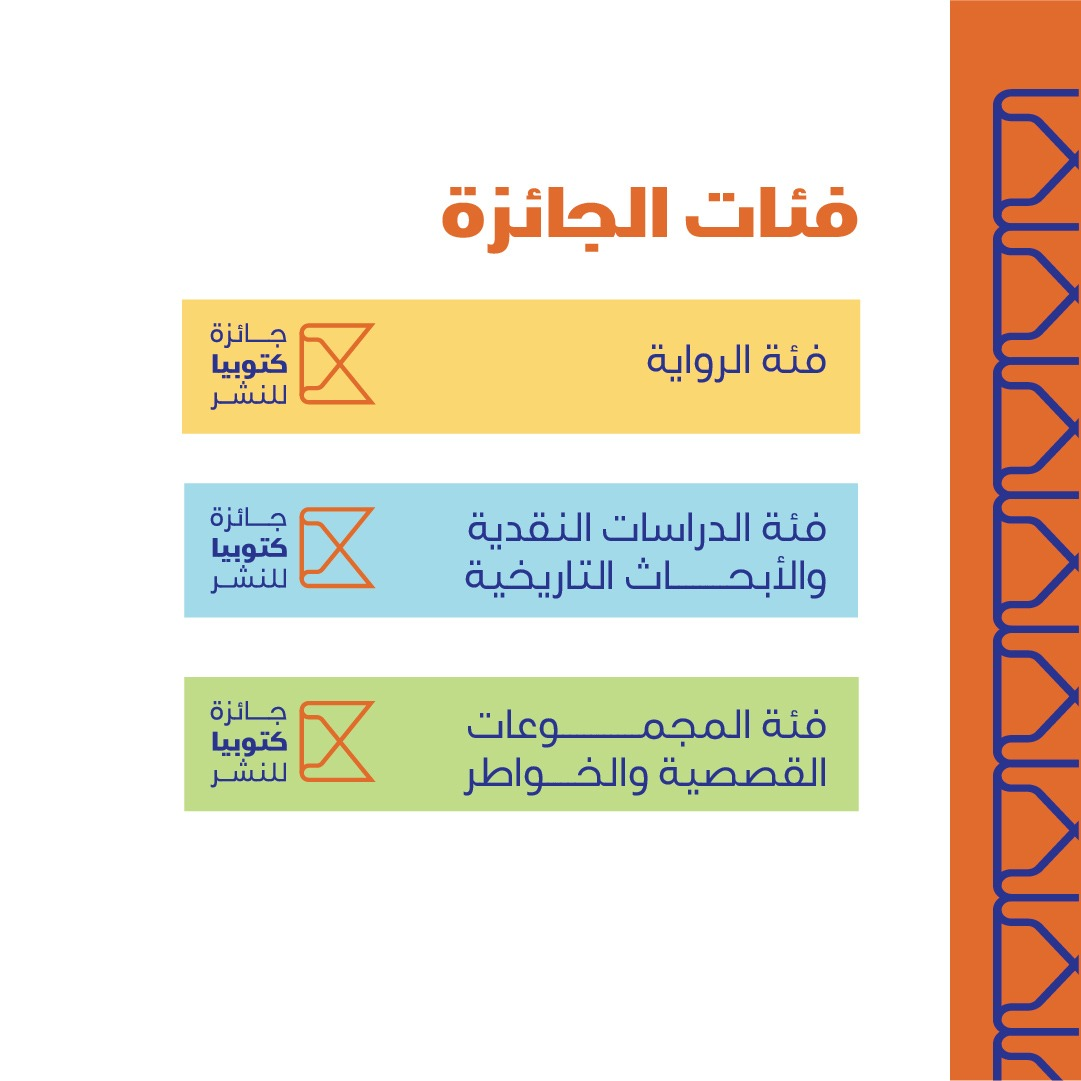

قامت الدار بتدشين الدورة الأولى من جائزة كتوبيا للنشر في الأول من أبريل عام 2020، والجائزة عبارة عن دورة سنوية للنشر تبدأ رسميا هذا العام (دورة 2021)، وهي الدورة الثالثة لكتوبيا بعد دورتين غير رسميتين. وتقوم الدار بتقديم عائد مادي لفئات الجائزة المختلفة إلى جانب نشر جميع أعمال القوائم القصيرة.
وتنقسم فئات الجائزة حاليا إلى ثلاث فئات:
- فئة الرواية: يتم اختيار 12 عمل كقائمة طويلة، ثم يتم تقليصهم لقائمة قصيرة من 6 أعمال يتم بعدها إعلان ثلاثة أعمال فائزة تحصل كلها على جائزة مالية مع نشر كامل أعمال القائمة القصيرة.
- فئة الدراسات النقدية والتاريخية: تعد هذه الفئة  حجر أساس وتميز للجائزة حيث أنها الأولى على مستوى دور النشر. كما أنها تمنح فرصة للأكاديميين من أساتذة الجامعة لتقديم أعمالهم. وسوف يتم الإعلان عن قائمة طويلة من 5 أعمال فقط على أن يتم اختيار ثلاثة أعمال فائزة في النهاية كقائمة قصيرة، يحصل الأول على جائزة مالية ويتم نشر الأعمال الثلاثة.
- فئة المجموعات القصصية والخواطر: يتم الإعلان عن قائمة طويلة مكونة من 4 أعمال والقائمة القصيرة عملين فقط يتم نشرهما. يحصل المركز الأول على جائزة مالية.